# Giuseppe Raffaelli
Giuseppe Raffaelli  (20 février 1750, Catanzaro en Calabre - 26 février 1826, Naples) est un jurisconsulte italien.

## Biographie
Giuseppe Raffaelli nait le 26 février 1750 à Catanzaro, en Calabre, d’une famille aisée. Après avoir suivi le cours de collège jusqu’en rhétorique, il étudie la philosophie à Naples, puis le droit, et, conseillé par Tanucci, il entre dans la carrière du barreau. Il n’a guère plus de vingt ans lorsqu’il plaide pour la première fois, pour une femme accusée de sorcellerie. Son éloquence est telle que non-seulement la prétendue sorcière est acquittée, mais que le roi Ferdinand IV, ayant reçu de son ministre de la justice une copie du mémoire de Raffaelli, ordonne qu’il soit inséré dans la Collezione delle scritture di regia giurisdizione, où il se trouve au tome 9, et que les tribunaux ferment dès lors l’oreille à toutes les accusations de cette espèce. Ce succès répand rapidement le nom du défenseur, en sorte qu’il devient un des avocats de Naples les plus occupés. Recherché surtout par les administrateurs des communes qui avaient à se plaindre de l’empiétement des seigneurs, il prend, dans l’espace de peu d’années, la défense d’un nombre considérable d’entre elles. Compromis ensuite dans les événements politiques, il est condamné à l’exil en 1799. Après Un séjour de quelques mois à Turin, il se fixe à Milan, où il est nommé en 1801 professeur de droit public (chaire qu’a précédemment occupée l’illustre Cesare Beccaria), puis en 1805 membre des commissions législatives du royaume d’Italie. Dans l’intervalle, il publie le discours prononcé à l’occasion de l’ouverture de son cours et un ouvrage intitulé Progetto e motivi del nuovo codice. Ses emplois ne l’empêchent pas d’exercer la profession d’avocat, et plusieurs de ses plaidoyers obtiennent un grand succès. Nous citerons les deux qu’il compose en faveur d’un musicien célèbre et des Polonais, plaidoyers qui sont imprimés et ont différentes éditions en peu de mois. Rappelé à Naples en 1808 par le roi Joachim, Raffaelli est fait chevalier de l’Ordre royal des Deux-Siciles, puis nommé procureur général près la cour de cassation. Deux ans plus tard, il entre au conseil d’État, dans la section de législation, dont il devient ensuite président, et est chargé de traduire en italien le code civil français. Son travail est imprimé ; mais il n’obtient pas l’approbation du gouvernement. Raffaelli fait en outre partie des commissions établies pour l’élection de la nouvelle magistrature, pour l’exécution des lois qui abolissent le régime féodal et pour la réforme des lois pénales. Le conseil d’État ayant été supprimé au retour des Bourbons, Raffaelli passe dans la commission consultative suprême, au conseil des grâces, et est du nombre des jurisconsultes auxquels on confie la rédaction d’un nouveau code ; mais il renonce en 1819 à tous ses emplois, et se retire dans sa maison de campagne, où il écrit la Nomotesia penale (Naples, 1820-1825, 5 vol. in-8°), qui, comme le titre l’indique, enseigne la science de faire de bonnes lois sur les délits et les peines. Les cinq volumes qui sont publiés ne contiennent que les trois premières parties, et il s’apprêtait à en donner la continuation lorsqu’il meurt en février 1826, à l’âge de 76 ans. Raffaelli est membre de l’académie italienne et de plusieurs autres sociétés savantes.